# Schloss Blumenstein (Salzburg)

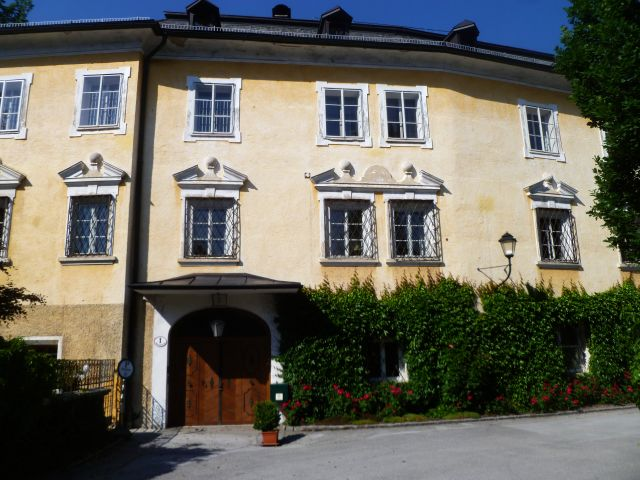
Schloss Blumenstein

Schloss Blumenstein befindet sich in der Stadt Salzburg hinter dem Bürglstein, an der Ecke Pausingerstraße 6 / Blumensteinstraße 1.

## Geschichte
Das Schlösschen wurde 1635 von dem Salzburger Ratsherrn und Handelsmann Hans Kellenberger (Khellenperger) erbaut. 1653 erwerben Bartlmä Strobl und seiner Frau das Schloss. Ein weiterer Besitzer des Schlösschens war 1717 Rudolf Freisauff von Neudegg, Mitglied einer bedeutenden Salzburger Handelsfamilie. Von ihm erwarb Sigmund Graf Kuenburg das Schloss, das 1741 vom Grafen Kuenburg eine neue Innenausstattung erhielt. 1805 kaufte Franz Hugo Graf Salm-Reifferscheidt mit seiner Frau Maria Joisefa, geb. Gräfin MacChaffry of Keanmore, das Schloss mit dem Blumensteinhof an der Gaiusbergstraße. 1888 wurde Theodor Favarger neuer Besitzer. Dem Bau wurden um das Jahr 1890 neugotische Aufsatztürmchen beigefügt.

## Beschreibung

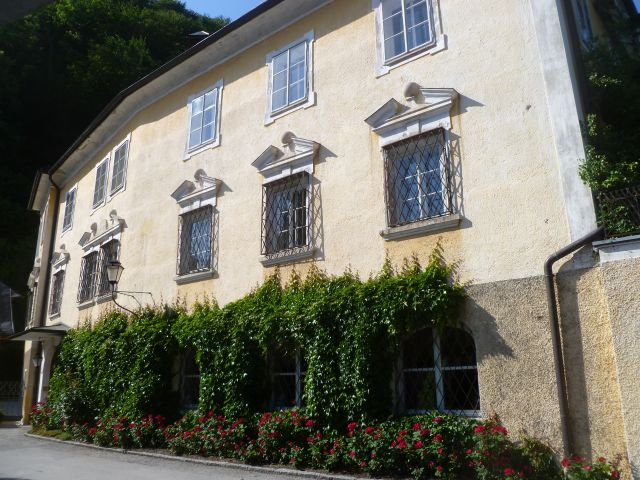
Schloss Blumenstein

Das Schloss ist ein langgestreckter, dreigeschoßiger Bau mit einer danebenliegenden, torartigen Zufahrt, die in einen Innenhof mit weiteren Nebengebäuden führt. Im ersten Obergeschoß sind die Fenster mit schmiedeeisernen Durchsteckgittern versehen und mit Faschen mit kugelartigen Schlusssteinen ausgestattet. Im zweiten Obergeschoß sind die Fenster einfacher gehalten. 1956 wurden bei Renovierungsarbeiten die Fassaden und das Dach in den alten Zustand zurückgeführt. Im Obergeschoß wurde an der Salondecke ein gemaltes Allianzwappen Kuenburg-Rollingen freigelegt.